# Фридрих II фон Тенглинг
Фридрих II фон Тенглинг (на немски: Friedrich II, Graf von Tengling; * ок. 1070; † ок. 23 юли 1120) от род Зигхардинги е граф на Тенглинг (1108) в Херцогство Бавария.
Той е вторият син на граф Фридрих I фон Понгау-Тенглинг († 1071) и графиня Матилда фон Фобург († 1092) от род Рапотони, единствена дъщеря на граф Диполд I фон Фобург († 1060) и фон Швайнфурт, дъщеря на маркграф Хайнрих фон Швайнфурт-Нордгау († 1017) и Герберга фон Глайберг-Кицинггау († сл. 1036).
Брат е на Зигхард IX фон Тенглинг († обезглавен на 5 февруари 1104 г. в Регенсбург), граф на Тенглинг (1074), женен за Ида фон Суплинбург (* 1073, † 3 март 1138, погребана в манастир Михаелбойерн), единствената сестра на по-късния император (1133) Лотар III; наследниците му са графовете на Бургхаузен и Шала (до 1194). Сестра му Кунигунда фон Тенглинг става монахиня в Михаелбойрен (1080), а брат му Хайнрих I фон Фрайзинг († 1137) става епископ на Фрайзинг (1098 – 1137).
Фридрих II фон Тенглинг умира през 1120 г. Наследен е от зет му Зигфрид I фон Лебенау, който получава всичките собствености на Зигхардингите западно от Залцах.
Наследниците на граф Фридрих II фон Тенглинг са графовете на Пайлщайн (до ок. 1207) и Клееберг (до 1218).

## Фамилия
Фридрих II фон Тенглинг се жени за Матилда фон Лехсгемюнд († 19 октомври), дъщеря на граф Куно I фон Лехсгемюнд († 1092/1094) и Матилда фон Ахалм-Хорбург († 1092/1094). Te имат 5 деца:
- Конрад I фон Пайлщайн († ок. 16 март 1168), женен I. за Еуфемия Австрийска († ок. 16 май 1130); II. за Адела фон Орламюнде († ок. 10 август 1155) и има два сина и две дъщери
- Хилдбург фон Тенглинг († 31 юли), наследничка, омъжена за граф Зигфрид I фон Лебенау († 6 май 1132); Със смъртта на тъста му през 1120 г. той получава всичките собствености на Зигхардингите западно от Залцах.
- Юта († 1151), омъжена за Ото фон Махланд († пр. 16 май 1147).
- дъщеря, омъжена за Бабо фон Бург-Шлайниц
- Фридрих III, граф на Пайлщайн 1140/1146.